# Leopoldo I di Babenberg
Leopoldo I di Babenberg, chiamato anche Luitpoldo o Liutpoldo, soprannominato l'Illustre (940 – Würzburg, 10 luglio 994), fu margravio d'Austria dal 976 alla morte, il primo della dinastia dei Babenberg, dinastia che resse il margraviato fino al 1246.

## Biografia
Era figlio di Enrico, a sua volta figlio di Arnolfo di Baviera, della dinastia dei Luitpoldingi, oppure figlio di Bucardo, marchese di Nordgau, sempre figlio di Arnolfo di Baviera, oppure figlio diretto più piccolo di Arnolfo. La derivazione dai Popponidi non è più accettata dagli studiosi.
Leopoldo viene menzionato per la prima volta in un documento emanato dall'imperatore Ottone I il 13 febbraio 962 ed ivi chiamato come Liupo, conte della regione bavarese di Donaugau vicino a Ratisbona, conte della regione di Traungau, e fedele seguace dell'imperatore. Dopo che Ottone I ebbe sconfitto i Magiari nella battaglia di Lechfeld del 955, ristabilì la Marcha orientalis bavarese nei territori conquistati, ponendoli sotto il comando del margravio Burcardo, un cognato della duchessa Giuditta, madre del duca Enrico II di Baviera. Quando Bucardo si unì alla rivolta del duca Enrico II il Litigioso contro l'imperatore Ottone II, questo venne deposto dalla Dieta imperiale di Ratisbona nel 976. Secondo uno statuto del 21 luglio 976, il fedele Leopoldo fu nominato margravio della Marcha orientalis , il territorio centrale del futuro arciducato d'Austria.
Il reinsediamento ad est fu un processo lento avente come centro la sua residenza di Pöchlarn. Il margraviato di Leopoldo inizialmente coincideva con l'attuale valle di Wachau e il cui confine orientale era il fiume Traisen vicino a Sankt Pölten a est di Krems. Con la minaccia dei Magiari in gran parte ridotta dopo la loro sconfitta nel 955, Leopoldo si concentrò sulla protezione dei suoi possedimenti da minacce interne e da ribellioni. Nel 984, si impegnò nella sottomissione della fortezza di Melk, che era ancora controllata dai sostenitori del defunto margravio. Una volta che Melk fu nelle sue mani, Leopoldo la utilizzò molto probabilmente come sua residenza (come fece poi il suo successore), fondando lì un monastero per dodici sacerdoti secolari. Nel 987, Leopoldo estese il confine del suo margraviato ad est fino alla catena montuosa nei pressi di Wienerwald e dal 991, quando il duca Enrico II di Baviera tornò al potere, il confine venne spostato più in basso fino al fiume Fischa.
Nel 994, Leopoldo si recò a Würzburg per mediare una disputa tra suo cugino, il margravio Enrico di Schweinfurt, nipote del vescovo di Merseburg Tietmaro, e il vescovo di Würzburg Bernvardo di Rothenburg: il primo aveva catturato uno dei cui cavalieri del vescovo e ed Enrico, data la sua insolenza, lo aveva accecato nei pressi di Lindenloh. Il re venne informato dal vescovo dell'accaduto e il margravio venne esiliato, poi richiamato indietro e riconciliato con il vescovo. Il vescovo organizzò un torneo per l'8 luglio e per l'occasione e invitò Leopoldo e il figlio Enrico ai festeggiamenti: dopo una messa in onore di san Chiliano, si svolse un il torneo e durante questo Leopoldo fu colpito da una freccia scoccata, attraverso una fenditura, da un amico del cavaliere accecato. Due giorni dopo, il 10 luglio 994, morì per le ferite riportate dopo essersi confessato. Fu sepolto a Würzburg.  Nel 1015 suo figlio, il duca Ernesto I di Svevia, fu sepolto accanto a suo padre. Nel XIII secolo, i loro resti furono seppelliti nell'abbazia di Melk.

## Storiografia
Leopoldo regnò sulla restaurata Marcha orientalis per diciotto anni nel corso dei quali la organizzò e la espanse con grande abilità, lasciando alle spalle un margraviato che aveva assunto il carattere di "terra ordinata e civile". Il cronista Titmaro scrisse che nessun uomo era più saggio di lui in tutte le sue azioni, o di natura più degna. Forse la più alta testimonianza della vita e della reputazione di Leopoldo venne dalle azioni dell'Imperatore Ottone III, che immediatamente investì il figlio Enrico I del margraviato del padre.
Sebbene Leopoldo non sia menzionato nella Cronaca di Babenberger scritta dal suo discendente Ottone di Frisinga - che inizia solo con il nipote di Leopoldo, Adalberto - è oggi noto come il capostipite della dinastia Babenberg. La pretesa discendenza di Ottone di Frisinga dai Babenberg della Franconia (Popponidi), che sono anche ricordati per la faida dei Babenberg all'inizio del X secolo, non è stata dimostrata, ma non può essere completamente esclusa.
Nel 1976, il millenario dell'assurzione di Leopoldo come margravio fu celebrato come "Mille anni d'Austria". Celebrazioni con lo stesso titolo furono tenute venti anni dopo, in occasione dell'anniversario del famoso documento Ostarrcîhi del 996, che menzionava per la prima volta il nome tedesco antico dell'Austria.

## Matrimonio e figli
Sposò Riccarda di Sualafeldgau, figlia del conte Ernesto IV di Sualafeldgau della stirpe degli Ernestini, mentre secondo altre fonti era figlia invece del conte Erenfried II della stirpe degli Azzoni, e probabilmente fu zia del duca Adalberone di Carinzia. Leopoldo generò con lei:
- Enrico I, secondo margravio d'Austria dal 994 al 1018;
- Giuditta;
- Ernesto I di Svevia, duca di Svevia dal 1012 al 1015;
- Adalberto, terzo margravio d'Austria dal 1018 al 1055;
- Poppo, arcivescovo di Treviri dal 1016 al 1047;
- Cunigunda;
- Emma, che sposò il conte Rapoto di Dießen;
- Cristina, suora a Treviri.

Egli, comunque, anche se non è menzionato nelle Cronache di Babenberg scritte da un suo discendente Ottone di Frisinga (che iniziò l'albero genealogico solo dal nipote di Leopoldo, Adalberto), è oggi riconosciuto come il capostipite della casata.

## Ascendenza
|                         |   |                     | Genitori              |  |  | Nonni |  |  | Bisnonni             |  |  | Trisnonni |  |
|                         |   |                     |                       |  |  |       |  |  | Liutpoldo di Baviera |  |  | …         |  |
|                         |   |                     |                       |  |  |       |  |  | Liutpoldo di Baviera |  |  | …         |  |
|                         |   | …                   |                       |  |  |       |  |  | Liutpoldo di Baviera |  |  |           |  |
| Arnolfo di Baviera      |   |                     |                       |  |  |       |  |  | Liutpoldo di Baviera |  |  |           |  |
|                         |   | Cunegonda di Svevia | Bertoldo I di Baviera |  |  |       |  |  |                      |  |  |           |  |
|                         |   | Cunegonda di Svevia | Bertoldo I di Baviera |  |  |       |  |  |                      |  |  |           |  |
|                         |   | Cunegonda di Svevia | Gisella dei Franchi   |  |  |       |  |  |                      |  |  |           |  |
| Enrico di Baviera       |   | Cunegonda di Svevia |                       |  |  |       |  |  |                      |  |  |           |  |
|                         |   | …                   | …                     |  |  |       |  |  |                      |  |  |           |  |
|                         |   | …                   | …                     |  |  |       |  |  |                      |  |  |           |  |
|                         |   | …                   | …                     |  |  |       |  |  |                      |  |  |           |  |
| …                       |   | …                   |                       |  |  |       |  |  |                      |  |  |           |  |
|                         |   | …                   | …                     |  |  |       |  |  |                      |  |  |           |  |
|                         |   | …                   | …                     |  |  |       |  |  |                      |  |  |           |  |
|                         |   | …                   | …                     |  |  |       |  |  |                      |  |  |           |  |
| Leopoldo I di Babenberg |   | …                   |                       |  |  |       |  |  |                      |  |  |           |  |
|                         | … | …                   |                       |  |  |       |  |  |                      |  |  |           |  |
|                         | … | …                   |                       |  |  |       |  |  |                      |  |  |           |  |
|                         | … | …                   |                       |  |  |       |  |  |                      |  |  |           |  |
| …                       | … |                     |                       |  |  |       |  |  |                      |  |  |           |  |
|                         |   | …                   | …                     |  |  |       |  |  |                      |  |  |           |  |
|                         |   | …                   | …                     |  |  |       |  |  |                      |  |  |           |  |
|                         |   | …                   | …                     |  |  |       |  |  |                      |  |  |           |  |
| …                       |   | …                   |                       |  |  |       |  |  |                      |  |  |           |  |
|                         |   | …                   | …                     |  |  |       |  |  |                      |  |  |           |  |
|                         |   | …                   | …                     |  |  |       |  |  |                      |  |  |           |  |
|                         |   | …                   | …                     |  |  |       |  |  |                      |  |  |           |  |
| …                       |   | …                   |                       |  |  |       |  |  |                      |  |  |           |  |
|                         |   | …                   | …                     |  |  |       |  |  |                      |  |  |           |  |
|                         |   | …                   | …                     |  |  |       |  |  |                      |  |  |           |  |
|                         |   | …                   | …                     |  |  |       |  |  |                      |  |  |           |  |
|                         |   | …                   |                       |  |  |       |  |  |                      |  |  |           |  |